# Europamästerskapen i simhopp 2013
Europamästerskapen i simhopp 2013 hölls i Rostock, Tyskland den 18-23 juni 2013. Det var tredje gången som europamästerskapen i simhopp ej hölls i samband med europamästerskapen i simsport.

## Schema
| Datum   | Gren                                  |
| ------- | ------------------------------------- |
| 18 juni | Öppningsceremoni                      |
| 18 juni | Lagtävling                            |
| 19 juni | 1 m svikt - herrar                    |
| 19 juni | 10 m plattform - damer                |
| 20 juni | 3 m svikt - herrar                    |
| 20 juni | 10 m synkroniserad plattform - damer  |
| 21 juni | 1 m svikt - damer                     |
| 21 juni | 3 m synkroniserad svikt - herrar      |
| 22 juni | 3 m svikt - damer                     |
| 22 juni | 10 m synkroniserad plattform - herrar |
| 23 juni | 3 m synkroniserad svikt - dame        |
| 23 juni | 10 m plattform - herrar               |

## Medaljtabell
| Pl.    | Nation         | Guld | Silver | Brons | Totalt |
| ------ | -------------- | ---- | ------ | ----- | ------ |
| 1      | Ukraina        | 4    | 1      | 2     | 7      |
| 2      | Ryssland       | 3    | 4      | 4     | 11     |
| 3      | Tyskland       | 2    | 4      | 4     | 10     |
| 4      | Italien        | 2    | 1      | 0     | 3      |
| 5      | Storbritannien | 0    | 1      | 1     | 2      |
| Totalt | Totalt         | 11   | 11     | 11    | 33     |

## Resultat

### Herrar
| Gren                         | Guld                                      | Guld   | Silver                                   | Silver | Brons                                            | Brons  |
| 1 m svikt                    | Illja Kvasja Ukraina                      | 467,75 | Martin Wolfram Tyskland                  | 414,75 | Oliver Homuth Tyskland                           | 414,45 |
| 3 m svikt                    | Ilja Zacharov Ryssland                    | 502,90 | Jevgenij Kuznetsov Ryssland              | 471,55 | Patrick Hausding Tyskland                        | 428,70 |
| 10 m plattform               | Oleksandr Bondar Ukraina                  | 521,45 | Patrick Hausding Tyskland                | 514,65 | Victor Minibaev Ryssland                         | 500,35 |
| 3 m synkroniserat svikt      | Ryssland Jevgenij Kuznetsov Ilja Zacharov | 460,44 | Tyskland Patrick Hausding Stephan Feck   | 431,58 | Ukraina Oleksandr Gorshkovozov Oleg Kolodiy      | 422,52 |
| 10 m synkroniserat plattform | Tyskland Patrick Hausding Sascha Klein    | 431,58 | Ryssland Viktor Minibajev Artem Chesakov | 431,58 | Ukraina Oleksandr Gorshkovozov Dmytro Mezhenskyi | 422,52 |

### Damer
| Gren                         | Guld                                        | Guld   | Silver                                  | Silver | Brons                                          | Brons  |
| 1 m svikt                    | Tania Cagnotto Italien                      | 301,20 | Nadezhda Bazhina Ryssland               | 274,35 | Maria Polyakova Ryssland                       | 273,90 |
| 3 m svikt                    | Tina Punzel Tyskland                        | 336,70 | Tania Cagnotto Italien                  | 331,85 | Nadezhda Bazhina Ryssland                      | 326,10 |
| 10 m plattform               | Iuliia Prokopchuk Ukraina                   | 373,30 | Julia Koltunova Ryssland                | 371,10 | Maria Kurjo Tyskland                           | 323,00 |
| 3 m synkroniserat svikt      | Italien Tania Cagnotto Francesca Dallapé    | 324,30 | Ukraina Hanna Pysmenska Olena Fedorova  | 300,60 | Storbritannien Rebecca Gallantree Alicia Blagg | 292,17 |
| 10 m synkroniserat plattform | Ryssland Julia Koltunova Natalia Gontjarova | 315,66 | Storbritannien Tonia Couch Sarah Barrow | 306,24 | Tyskland Maria Kurjo Julia Stolle              | 299,16 |

### Lag
| Gren       | Guld                                      | Guld   | Silver                            | Silver | Brons                                       | Brons  |
| Lagtävling | Ukraina Oleksandr Bondar Yulia Prokopchuk | 413,20 | Tyskland Sascha Klein Tina Punzel | 384,00 | Ryssland Jevgenij Kuznetsov Julia Koltunova | 348,10 |